# Episodi di Creature grandi e piccole (seconda stagione)
La seconda stagione della serie televisiva Creature grandi e piccole è stata trasmessa in anteprima nel Regno Unito dalla BBC tra il 23 settembre 1978 e il 24 dicembre 1978.
| nº | Titolo originale        | Titolo italiano | Prima TV UK       | Prima TV Italia |
| -- | ----------------------- | --------------- | ----------------- | --------------- |
| 1  | Cats and Dogs           |                 | 23 settembre 1978 |                 |
| 2  | Attendant Problems      |                 | 30 settembre 1978 |                 |
| 3  | Fair Means and Fowl     |                 | 7 ottobre 1978    |                 |
| 4  | The Beauty of the Beast |                 | 14 ottobre 1978   |                 |
| 5  | Judgement Day           |                 | 21 ottobre 1978   |                 |
| 6  | Faint Hearts            |                 | 28 ottobre 1978   |                 |
| 7  | Tricks of the Trade     |                 | 4 novembre 1978   |                 |
| 8  | Pride of Possession     |                 | 11 novembre 1978  |                 |
| 9  | The Name of the Game    |                 | 18 novembre 1978  |                 |
| 10 | Puppy Love              |                 | 25 novembre 1978  |                 |
| 11 | Ways and Means          |                 | 2 dicembre 1978   |                 |
| 12 | Pups, Pigs and Pickle   |                 | 9 dicembre 1978   |                 |
| 13 | A Dog's Life            |                 | 16 dicembre 1978  |                 |
| 14 | Merry Gentlemen         |                 | 24 dicembre 1978  |                 |